# Punta Rasciassa
La Punta Rasciassa, o Testa Rossa, è una montagna della catena delle Alpi Cozie alta 2.664 m.

## Caratteristiche
La montagna si trova sullo spartiacque principale tra Valle Varaita e Valle Po; la cima è sul confine tra i comuni di Sampeyre in Val Varaita, e di Oncino in Val Po.
Ha la forma di un grosso cono, piuttosto irregolare, con un versante detritico verso la Val Varaita, e versanti invece più frastagliati verso la Val Po. Rispetto alla cresta spartiacque principale tra le due valli, è delimitata a occidente dall'incisione del Colle di Luca, mentre a sud-est è delimitata da una colletta senza nome a quota 2495, che la divide dalla contigua Cima delle Barre.
Dal punto di vista, appartiene al complesso dei calcescisti ofiolitiferi (calcescisti a pietre verdi); in particolare, è costituita da serpentiniti, serpentinoscisti, cloritoscisti e scisti attinolitici.
Non è noto il nome del primo salitore; trattandosi di una montagna ben nota ai residenti delle valli, di facile accesso, e prossima a pascoli utilizzati ancor oggi, è plausibile ritenere che sia stata salita fin da tempi molto antichi.

## Ascensione

### Via normale
La via normale si sviluppa a partire dal Colle di Luca (2436 m). Da qui si risale verso Est il sentiero U31 in direzione del Colle di Cervetto per 10-15 minuti, fino a portarsi ai piedi del versante meridionale. A questo punto si risale direttamente il pendio di detriti ed affioramenti rocciosi verso la cima, seguendo alcune labili tracce ed alcuni ometti che appaiono qua e là. Verso la cima, si attraversa una conca, indi si risale un ultimo tratto, più ripido, di pendio, portandosi ai piedi del torrioncino sommitale. Lo si aggira sul lato della Valle Po, e si risale fino alla croce di vetta (45-50' dal Colle di Luca). La difficoltà della salita è di tipo escursionistico, valutata in E - EE.
Il Colle di Luca può essere raggiunto:
- dalla Valle Varaita, mediante il sentiero U4 da Sampeyre (frazione Colletto di Sopra - Madonna della Neve)
- dalla Valle Po:
  - mediante il sentiero V5 da Oncino (località Meire Dacant)
  - dal Rifugio Alpetto[4]

### Altri accessi
È possibile accedere alla cima anche seguendo la cresta Sud-Est, dal colletto a quota 2495. In questo caso, è interessante inserire la cima in una traversata che, dal Colle di Cervetto, procede in cresta toccando di seguito la Cima di Crosa (2531 m), il Monte Rocceniè (2590 m), la Cima delle Barre (2550 m) ed infine appunto la Punta Rasciassa. Questo itinerario è valutato EE

### Sci-alpinismo
È possibile raggiungere la Punta Rasciassa con gli sci sia seguendo la via normale, partendo da frazione Ciampanesio, sia partendo da Oncino, in località Meire Bigorie, e seguendo la cresta Nord-Est.

## Galleria d'immagini

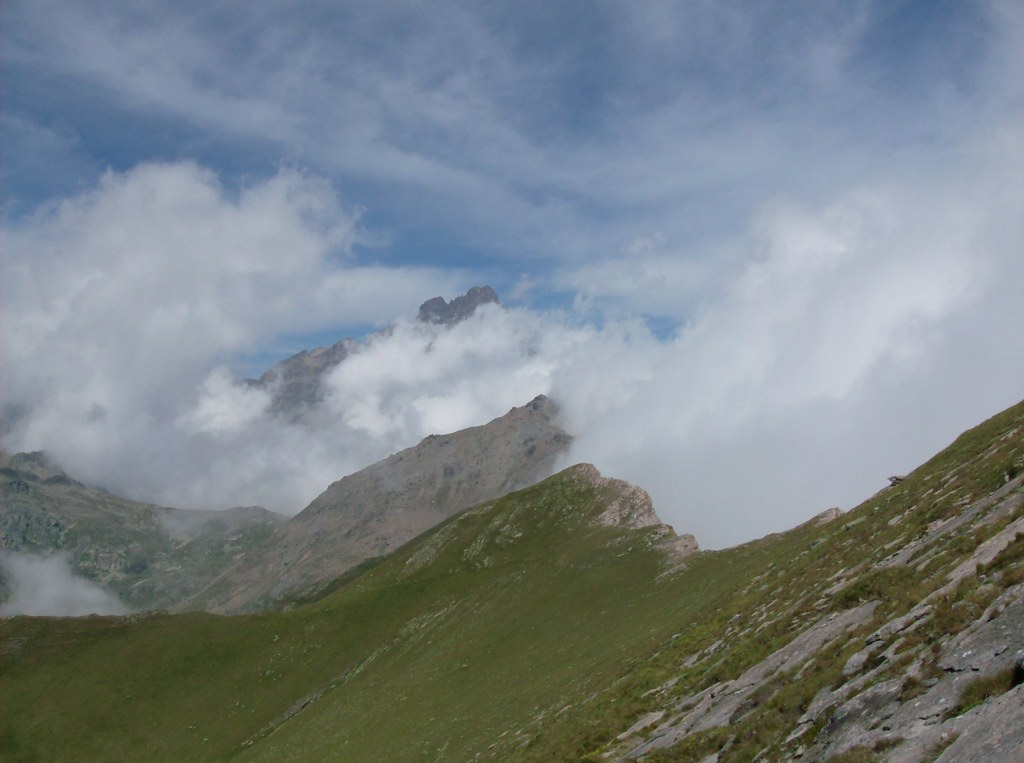
Punta Rasciassa vista dalle vicinanze di Cima di Crosa; davanti, il Monte Rocceniè; sullo sfondo, il Monviso